# Суфанувонг
Принц Суфанувонг (лаос. ເຈົ້າສຸພານນະວົງ, 13 липня 1909, Луанґпхабанґ, Французький Індокитай, тепер Лаос — 9 січня 1995 року, В'єнтьян, Лаос). — політичний і державний діяч Луанґпхабанґу (від 1945 року — Лаосу). Племінник короля Лаосу Сісаванга Вонга і зведений брат принца Суванни Пхуми, прем'єр-міністра королівського уряду. Перший президент Лаоської Народно-Демократичної Республіки.

## Біографія

### Походження
Принц Суфанувонг народився 13 липня 1909 року в місті Луанґпхабанґ, столиці однойменного королівства, що входило до складу французького протекторату Лаос, нещодавно включеного до Індокитайського союзу, та був наймолодшим з 22 синів Сісаванг Вонга, останнього короля Луангпхабангу. Його однокровні брати — Суванна Пхума та Петсарат були народжені жінками королівського роду. Його мати, Мом Кхам Уане, була незнатного походження.

### Освіта та робота в інженерній галузі
У 1930-их роках Суфанувонг, як член королівської родини, став одним з небагатьох лаосців, які здобули європейську освіту. Спочатку він вчився в коледжі Альбера Сарро в Ханої (В'єтнам), а потім поїхав до Франції, де до 1937 року пропрацював у доках портів Гавр і Бордо. Там, за словами Суфанувонга, який уникав називати себе комуністом, він вперше познайомився з марксистським вченням. Після того Суфанувонг вчився і закінчив Паризьке Вище технічне інженерне училище. Тоді ж він брав участь в акціях французького Народного фронту.
1939 року Суфанувонг повернувся до Французького Індокитаю, отримав призначення до департаменту громадських робіт в прибережному місті Нячанг (Центральний В'єтнам) та одружився з дочкою в'єтнамського чиновника, який надав йому протекцію. Працював інженером у технічних службах В'єтнаму та Лаосу на будівництві шляхів і мостів. Під час японської окупації Лаосу 1941—1945 зблизився з національно-патріотичними силами, що створили рух «Лао Іссара» («Визволення Лаосу»). Роки, проведені у Нячангу значною мірою визначили позиції Суфанувонга, який сприйняв ідею того, що Лаос, який не має виходу до моря, може стати незалежним тільки в союзі з В'єтнамом. У В'єтнамі він врешті-решт став послідовником Хо Ші Міна та приєднався до комуністичного руху Індокитаю, брав участь у Серпневій революції, особисто зустрічався з Хо Ші Міном.

### Боротьба проти Франції (1945—1946)
На початку жовтня 1945 року Суфанувонг з групою прибічників повернувся до Лаосу та розмістився у місті Такек. Звідти його група встановила зв'язок з комітетом «Лао Іссара» («Вільний Лаос») у місті Саваннакхеті. 8 жовтня 1945 року, після перемовин, Суфанувонг очолив розширений рух «Лао Іссара», почесним головою якого було обрано його однокровного брата, антифранцузьки налаштованого прем'єр-міністра Лаосу принца Петсарата.
12 жовтня 1945 року було проголошено незалежну Лаоську державу «Патет Лао» («Країна Лао»). 20 жовтня 1945 року Суфанувонг увійшов до складу уряду Патет Лао принца Кхаммао, сформованого у В'єнтьяні всупереч волі короля після вимушеної відставки принца Петсарата. Суфанувонг очолив міністерства закордонних справ та оборони Патет Лао і став головнокомандувачем Збройних Сил новопроголошеної держави — Лаоської армії визволення та оборони. Під його керівництвом на півдні Лаосу було створено національні комітети, які приєдналися до руху «Лао Іссара» та визнали державу Патет Лао.
Суфанувонг командував Лаоською армією визволення та оборони у вирішальній битві з французьким експедиційним корпусом біля міста Такек 21 березня 1946 року. Використовуючи авіацію та артилерію, французька армія завдала поразки погано навченим та майже беззбройним лаосцям. Принца Суфанувонга було важко поранено та переправлено через річку Меконг до Таїланду.

### Веміграціїу Таїланді (1946—1950)
У Таїланді Суфанувонг входив до складу уряду руху «Лао Іссара» в екзилі як міністр закордонних справ, оборони та головнокомандувач збройних сил, керував створенням центрів підготовки партизанських загонів для збройної боротьби в Лаосі. Він виступав за рішуче продовження збройної боротьби з колонізаторами в союзі з Демократичною Республікою В'єтнам.
Коли у 1948—1949 роках почали лунати пропозиції замирення з французькою владою та королем Лаосу, Суфанувонг відмовився йти на компроміс з маріонетковим королівським урядом і створив Прогресивну народну організацію, об'єднавши у ній учасників збройної боротьби. 16 травня 1949 року принц Кхаммао та Катай Дон Сасоріт виключили Суфанувонга зі складу уряду руху «Лао Іссара», а в жовтні таїландська влада закрила лаоські центри партизанської підготовки. 24 грудня 1949 року частина керівництва руху «Лао Іссара» заявила про саморозпуск руху та початок співпраці з королівським урядом, підконтрольним Франції. Суфанувонг та його прибічники, які залишились у непримиренній опозиції, не маючи змоги діяти з території Таїланду, вимушені були до початку 1950 року перебазуватись до тих районів Лаосу, де вже тривала партизанська війна.

### Перемога і президентство

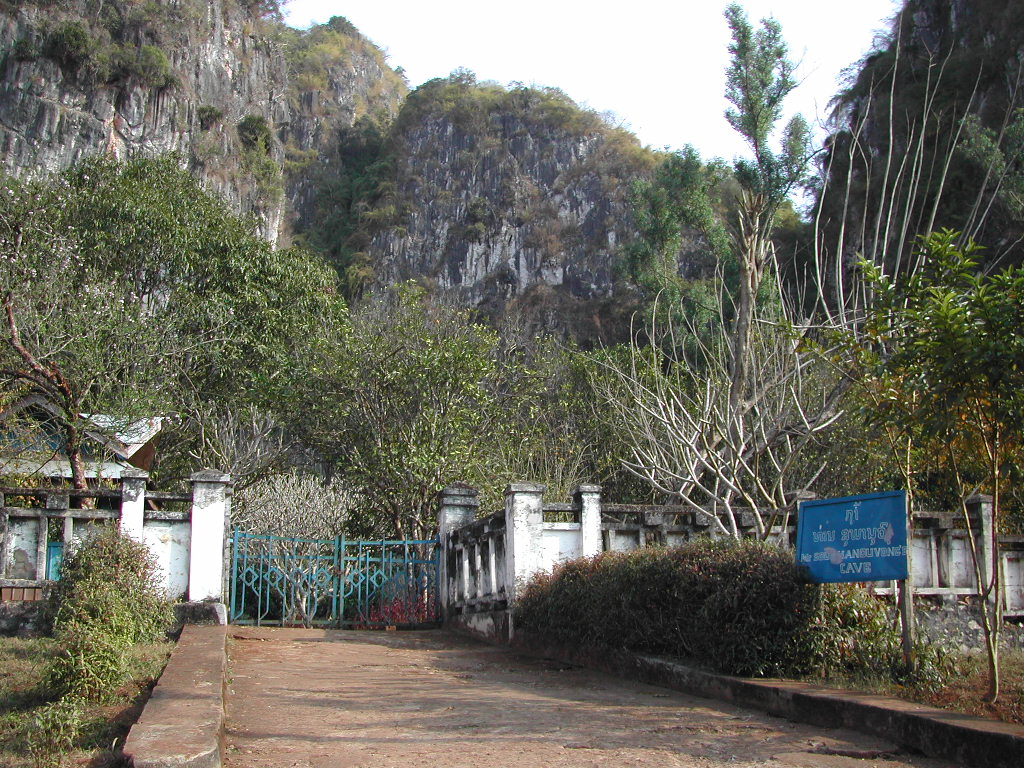
Вхід до печери, де Суфанувонг жив 10 років під час другого індокитайського конфлікту

Суфанувонг вів перемовини з урядом про мирне врегулювання та 19 листопада 1957 року погодився увійти до складу коаліційного уряду як міністр планування та гірничого будівництва. За два роки був заарештований, втік, і 1962 року вдруге увійшов до лав уряду як міністр економіки і планування. У квітні того ж року був змушений залишити столицю та продовжувати боротьбу на чолі Народно-визвольної армії Лаосу.
Унаслідок чергового мирного урегулювання увійшов до Тимчасового уряду національної єдності та Національної політичної коаліційної ради, яку очолив. 2 грудня 1975 року монархію було мирно скасовано, а 3 грудня Суфанувонга було обрано першим президентом Лаоської Народно-Демократичної Республіки. Фактично залишався президентом до 15 серпня 1991 року, хоча 1986 року офіційно передав повноваження Пхумі Вонґвікіту. Помер 9 січня 1995 року, внаслідок чого у Лаосі було оголошено п'ятиденну жалобу.